# Joo Hyun-young
Kim Hyun-young (hangul: 김현영: 14 de janeiro de 1996) mais conhecida por seu nome artístico Joo Hyun-young (hangul: 주현영; rr: Ju Hyeon-yeong; MR: Chu Hyŏn-yŏng), é uma atriz sul-coreana. Ela ganhou maior reconhecimento por suas participações no programa humorístico SNL Korea em 2021 e na série de televisão Uma Advogada Extraordinária em 2022.  

## Filantropia
Em 12 de fevereiro de 2023, Joo doou 30 milhões de won para ajudar as vítimas do terremoto da Turquia e Síria de 2023 por meio da Hope Bridge National Disaster Relief Association. 

## Filmografia

### Filmes
| Ano  | Título         | Papel       | Notas       | Ref.  |
| ---- | -------------- | ----------- | ----------- | ----- |
| 2022 | Aka 5jo        |             | Filme curto | [ 5 ] |
| ASA  | 2 O'Clock Date | Jeong Ah-ra |             | [ 6 ] |

### Séries de televisão
| Ano  | Título                                | Papel          | Notas                           | Ref.   |
| ---- | ------------------------------------- | -------------- | ------------------------------- | ------ |
| 2022 | Uma Advogada Extraordinária           | Dong Geu-ra-mi |                                 | [ 7 ]  |
| 2022 | Behind Every Star                     | So Hyun-joo    |                                 | [ 8 ]  |
| 2023 | Dr. Romantic                          | Entrevistada   | Cameo (episódio 2, Temporada 3) | [ 9 ]  |
| 2023 | The Story of Park's Marriage Contract | Sa-wol         |                                 | [ 10 ] |

### Webséries
| Ano       | Título                                    | Papel      | Notas          | Ref.   |
| --------- | ----------------------------------------- | ---------- | -------------- | ------ |
| 2019–2021 | Best Mistake                              | Ahn Yu-na  | Temporadas 1-3 | [ 11 ] |
| 2022      | Returning Student: Grade A, but Love is F | Hyun-young |                | [ 12 ] |

### Programas de variedades
| Ano  | Título                        | Papel | Ref.   |
| ---- | ----------------------------- | ----- | ------ |
| 2023 | Earth Magic Bull World Travel | Guia  | [ 13 ] |

### Webshows
| Ano       | Título           | Papel            | Notas          | Ref.   |
| --------- | ---------------- | ---------------- | -------------- | ------ |
| 2021–2023 | SNL Korea Reboot | Membro do elenco | Temporadas 1-4 | [ 14 ] |

## Prêmios e indicações
| Cerimônia de premiação    | Ano  | Categoria                                | Nomeado/ Trabalho           | Resultado | Ref.   |
| ------------------------- | ---- | ---------------------------------------- | --------------------------- | --------- | ------ |
| Baeksang Arts Awards      | 2022 | Melhor Intérprete Feminina de Variedades | SNL Korea Reboot            | Venceu    | [ 15 ] |
| Baeksang Arts Awards      | 2023 | Melhor Intérprete Feminina de Variedades | SNL Korea Reboot            | Indicado  | [ 16 ] |
| Baeksang Arts Awards      | 2023 | Melhor Atriz Revelação - Televisão       | Uma Advogada Extraordinária | Indicado  | [ 16 ] |
| Blue Dragon Series Awards | 2022 | Melhor Nova Artista Feminina             | SNL Korea Reboot            | Venceu    | [ 17 ] |
| Blue Dragon Series Awards | 2023 | Melhor Artista Feminina                  | SNL Korea Reboot            | Venceu    | [ 18 ] |
| Brand of the Year Awards  | 2022 | Ícone Quente                             | Joo Hyun-young              | Venceu    | [ 19 ] |